# Dorchester (New Brunswick)
Dorchester ist ein Dorf (Village) und der Verwaltungssitz des Westmorland County in der kanadischen Provinz New Brunswick mit 1096 Einwohnern (Stand: 2016). 2011 betrug die Einwohnerzahl 1167.

## Geografie
Moncton befindet sich in einer Entfernung von 30 Kilometern im Nordwesten. Sackville ist rund zehn Kilometer in östlicher Richtung entfernt. Der Memramcook River tangiert Dorchester im Westen. Die Verbindungsstraße New Brunswick Route 106 verläuft mitten durch den Ort.

## Geschichte

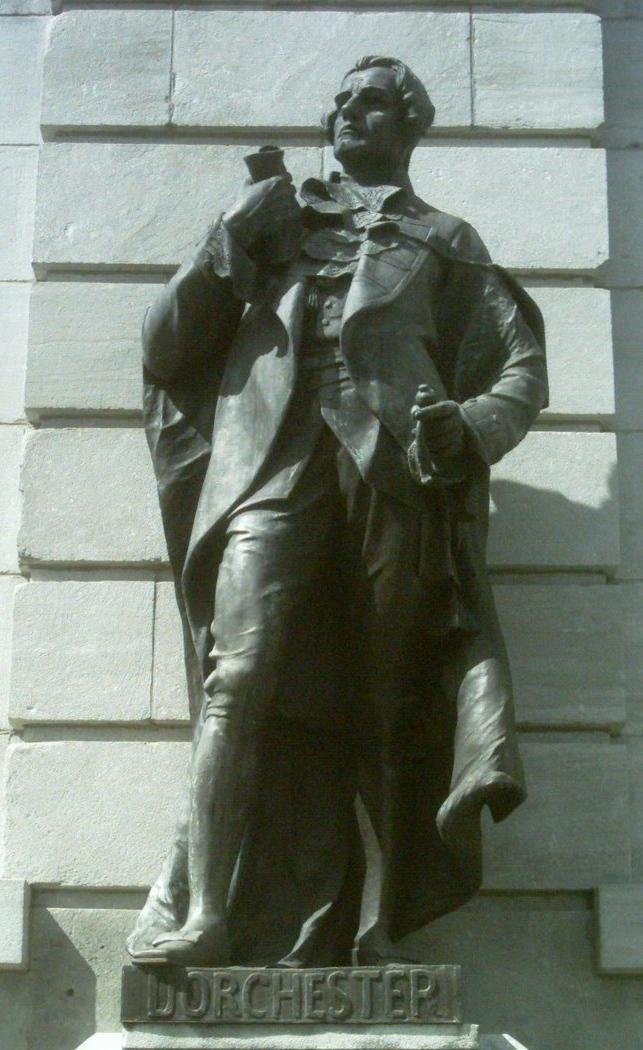
Guy Carleton,
1. Baron Dorchester

Die Ureinwohner der Gegend waren Mi'kmaqindianer. Erste Siedlungen wurden von Akadiern angelegt. Namensgeber des Ortes ist Guy Carleton, 1. Baron Dorchester. Der Ort entwickelte sich zu einer beliebten Zwischenstation für Reisende mit Postkutschen (englisch: stagecoach). Eines der ersten aus Mauersteinen gebaute Gebäude in New Brunswick war 1821 das als Hotel genutzte Bell Inn. Nach Ende der Postkutschenzeit wurde der Schiffbau die Hauptlebensgrundlage der Einwohner. Im Jahr 1880 wurde das Dorchester Penitentiary, ein Hochsicherheitsgefängnis mit Insassen belegt, das ebenso wie auch das Bell Inn und das Weldon House Hotel in die List of historic places in Westmorland County, New Brunswick aufgenommen wurde.
Bilder und Gegenstände aus der Gründerzeit des Ortes können im Keillor House Museum besichtigt werden.
Heute ist Dorchester auch im Tourismus aktiv. Insbesondere Ornithologen besuchen die Region, da einige seltene Schnepfenvogelarten (englisch: sandpiper) hier beobachtet werden können. In den umliegenden Wäldern werden zuweilen Weißwedelhirsche und Elche angetroffen.

## Galerie

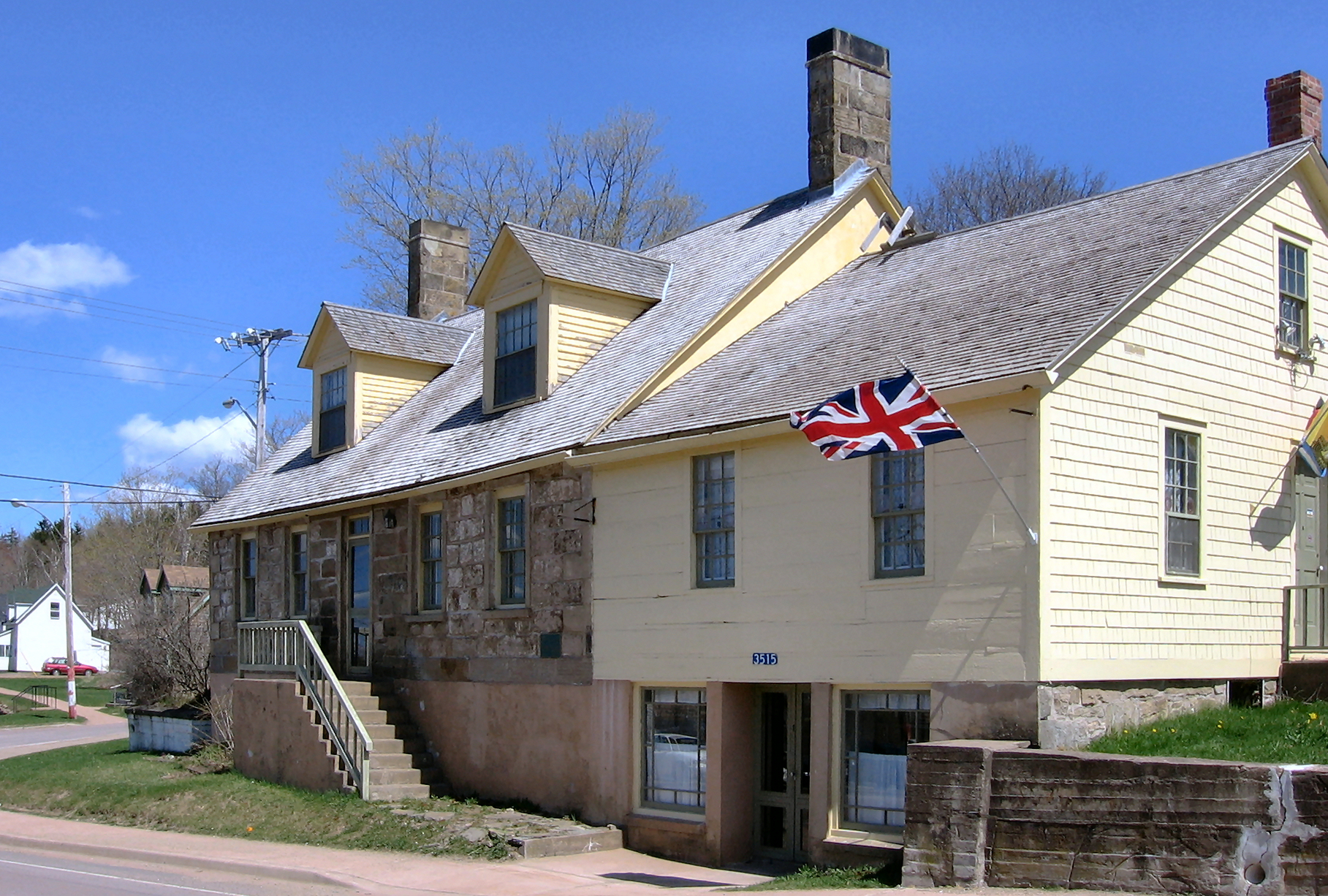
Bell Inn
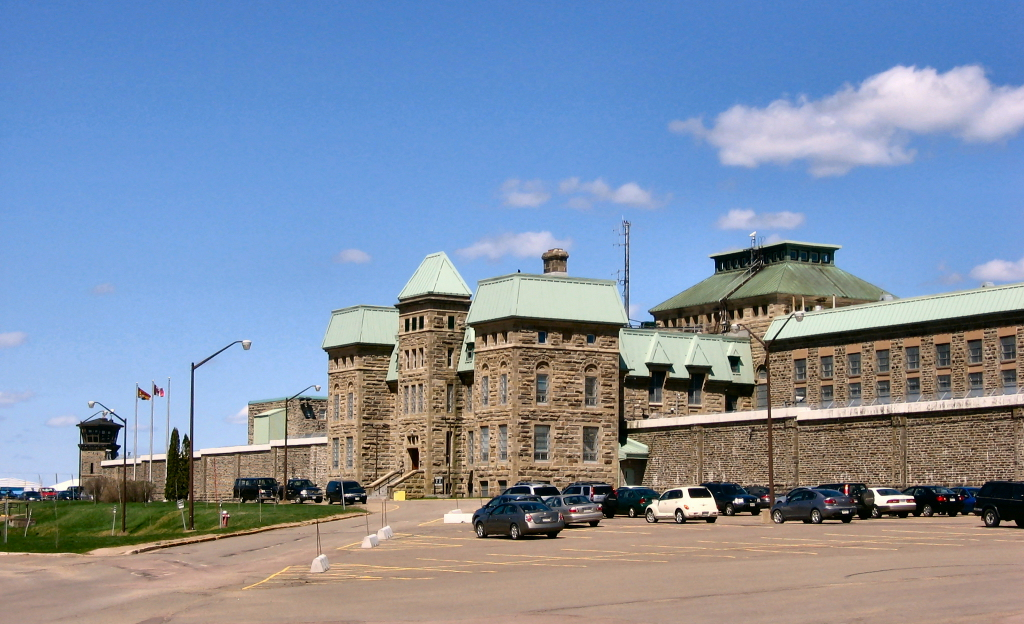
Dorchester Penitentiary

## Söhne und Töchter der Stadt
- Robert Ackman, Chemiker